# Жълтогърла горска мишка
Жълтогърлата горска мишка (Apodemus flavicollis) е вид дребен бозайник от семейство Мишкови (Muridae). Външно наподобява обикновената горска мишка (Apodemus sylvaticus), с която в миналото са смятани за форми на един вид. Отличава се от нея по ивицата жълта козина по врата и малко по-големите размери на тялото и ушите.